# Vincenzo Viviani

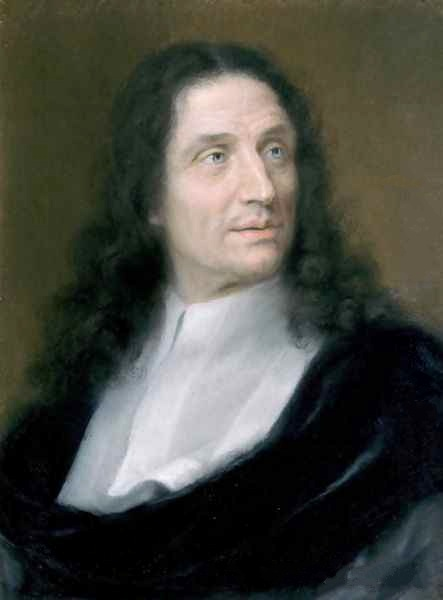
Vincenzo Viviani, ca. 1690

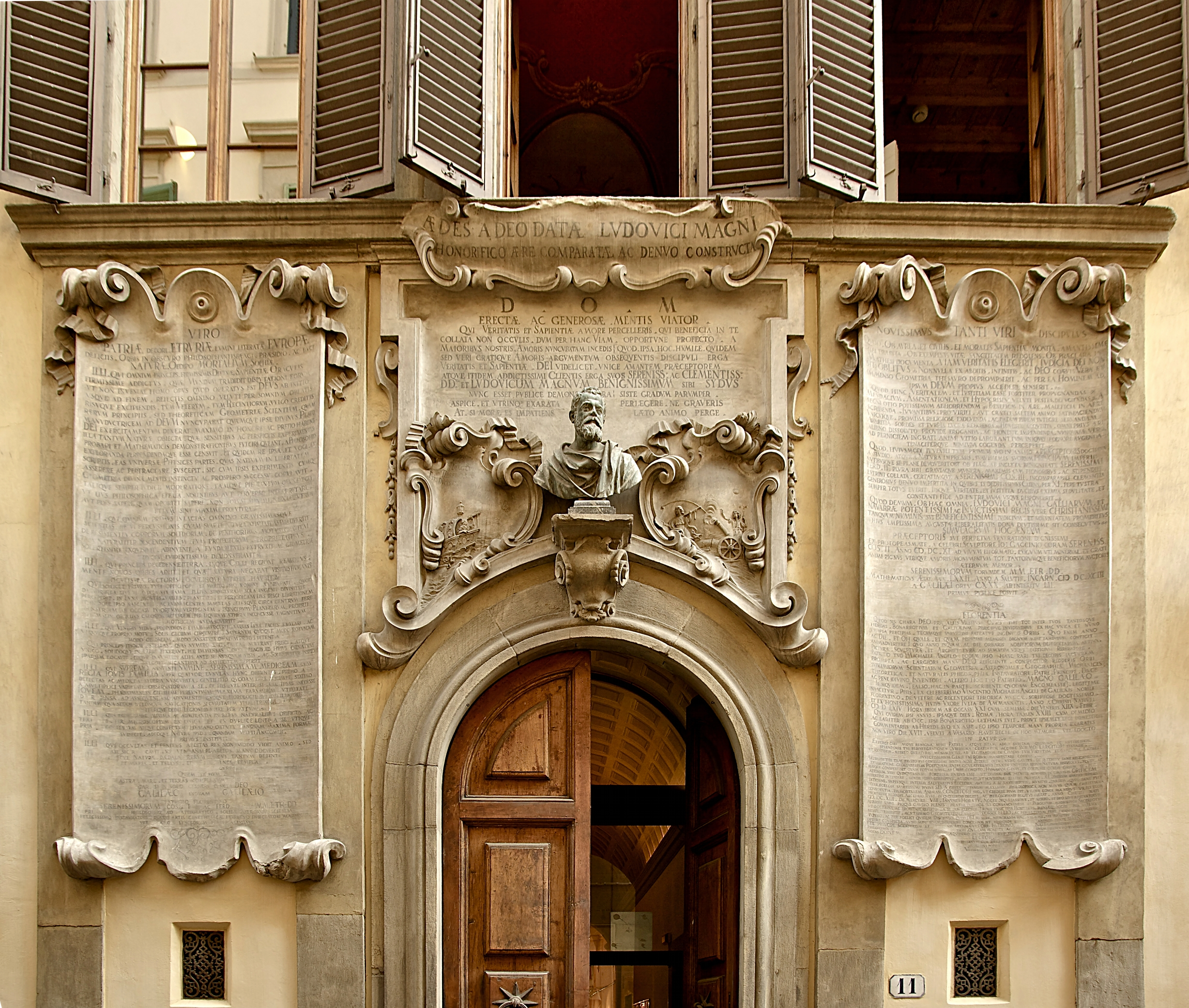
„Palazzo dei Cartelloni“ mit Gedenktafeln und Büste, die Viviani Galilei gewidmet hat

Vincenzo Viviani (* 5. April 1622 in Florenz; † 22. September 1703 ebenda) war ab 1639 Schüler von Galileo Galilei und später ein italienischer Mathematiker und Physiker.

## Leben
Viviani sammelte Galileis Nachlass an Manuskripten, Dokumenten und Briefen, um das Andenken an den Wissenschaftler zu bewahren und seine Lehren zu verbreiten. Dieses Material floss in das Werk Racconto istorico della vita di Galileo Galilei ein, das Notizen zum öffentlichen und privaten Leben Galileis enthält. In Florenz ließ er Galileis gesamtes Leben und Werk in langen lateinischen Epigraphen an der Fassade seines Palastes eingravieren, der von da an den Spitznamen „Palazzo dei Cartelloni“ trug. Von 1655 bis 1656 gab er die erste Ausgabe von Galileis Gesamtwerk heraus.
Nach Torricellis Tod im Jahr 1647 übernahm Viviani dessen Nachfolge an der Accademia di Belli Arti in Florenz. Der Großherzog Ferdinand II. ernannte ihn zum Flussbeamten, eine Position, die er für den Rest seines Lebens innehatte. Viviani diente später als Ingenieur der Welfenmagistratur. Er war auch eines der ersten Mitglieder des experimentellen Kabinetts des Großherzogs, der Accademia del Cimento, die ein Jahrzehnt später gegründet wurde.
1660 führte er zusammen mit Giovanni Alfonso Borelli ein Experiment zur Bestimmung der Schallgeschwindigkeit durch: Durch Messung des Zeitintervalls zwischen dem Erkennen des Explosionsblitzes einer in einer bestimmten Entfernung aufgestellten Kanone und der Wahrnehmung des Knalls kamen sie auf ein Ergebnis von 350 m/s, ein Wert, der den heutigen Messungen (331,29 m/s bei einer Temperatur von 0 °C) viel näher kommt als der vorherige Wert von 478 m/s, den Pierre Gassendi ermittelt hatte.
Außerdem rekonstruierte Viviani Schriften von Archimedes und Euklid und führte Versuche an Pendeln durch. 1661 beobachtete er an langen Pendeln eine Ablenkung im Uhrzeigersinn, die nach heutiger Kenntnis die Drehung der Erde beweist (s. Foucaultsches Pendel). Mit den wissenschaftlichen Mitteln seiner Zeit konnte er diesen Effekt jedoch nicht deuten, sondern betrachtete ihn lediglich als eine Störung seiner Versuche, die er durch bifilare Aufhängung erfolgreich beseitigen konnte. 1666 wurde er der Hofmathematiker des Großherzogs Ferdinand II. 1696 wurde er zum Mitglied (Fellow) der Royal Society gewählt. Ab 1699 war er Mitglied der Académie royale des sciences in Paris.
1687 veröffentlichte Viviani ein Buch über Ingenieurwesen mit dem Titel Discorso intorno al difendersi da' riempimenti e dalle corrosione de' fiumi (Abhandlung über den Schutz vor Flussaufschüttungen und -erosionen).

## Vivianischer Körper

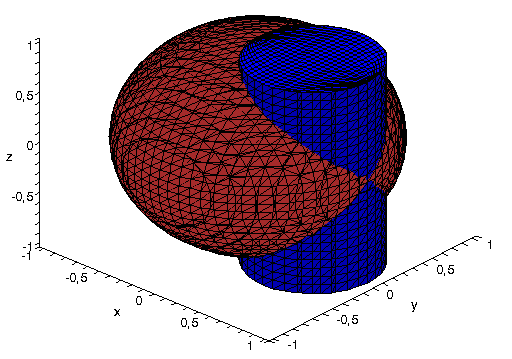
Vivianikörper

Die Schnittmenge der Einheitskugel mit dem Vollzylinder
{\displaystyle \left\{(x,y,z)\in \mathbb {R} ^{3}\,{\big |}\,x^{2}+y^{2}\leq x\right\}}
bezeichnet man als „vivianischen Körper“. Er besitzt das Volumen {\displaystyle V={\frac {2\pi }{3}}-{\frac {8}{9}}\approx 1{,}2055,}
wie sich durch Integration in Polarkoordinaten nachweisen lässt.

## Viviani-Fenster
Die Schnittmenge der Einheitssphäre {\displaystyle S^{2}}  mit dem vollen Halbzylinder
{\displaystyle \left\{(x,y,z)\in \mathbb {R} ^{3}\,{\big |}\,x^{2}+y^{2}\leq x,\ z\geq 0\right\}}
heißt Viviani-Fenster. Es besitzt den Flächeninhalt {\displaystyle A=\pi -2\approx 1{,}1416}
und den Umfang
{\displaystyle U=2{\sqrt {2}}\cdot \mathrm {E} \left({\frac {1}{2}}{\sqrt {2}}\right)\approx 3{,}8202}, wobei
{\displaystyle \mathrm {E} (k)} das vollständige elliptische Integral 2. Art ist.

## Mondkrater Viviani
Der Mondkrater Viviani ist nach ihm benannt.